# Gekon płaczący
Gekon płaczący (Lepidodactylus lugubris) – gatunek jaszczurki z rodziny gekonowatych (Gekkonidae).

## Opis
Jeden z najmniejszych występujących gekonów. Bardzo drobna budowa ciała. Ogon walcowaty, stanowi połowę całkowitej długości ciała. Głowa spłaszczona, kształtu trójkąta. Oczy żółte z pionową źrenicą, bez powiek. Po bokach głowy biegną ciemniejsze paski. Na grzbiecie i ogonie posiada charakterystyczny, ciemny wzór o kształcie zygzakowatych linii. Palce wyposażone w przylgi (lamelle) zakończone pazurkami.
RozmiaryDorasta do 10 cm
PokarmZwierzęcy (niewielkie świerszcze, karaczany, muszki)
AktywnośćJaszczurka aktywna w nocy
Dymorfizm płciowyPraktycznie niewidoczny, w handlu znajdują się tylko samice. Te gekony rozmnażają się partenogenetycznie. Samce tego gatunku występują bardzo rzadko i najprawdopodobniej są bezpłodne i ignorowane przez samice.

## Zasięg występowania
Spotykany na dużym obszarze. Zamieszkuje m.in. Mjanmę (Birmę), zachodnią Malezję, Wietnam, Japonię (Riukiu, Bonin), Indonezję (m.in. Borneo, Celebes, Lombok, Halmahera), Sri Lankę (Cejlon), Filipiny, Nową Zelandię, Nową Gwineę, Archipelag Bismarcka, Wyspy Salomona, wyspy Fidżi, Indie (m.in. Andamany), Nową Kaledonię, Wyspy Lojalności, Samoa, Guam, północno-wschodnią część Australii (m.in. Queensland). Introdukowany do Panamy, Chile, Kostaryki, Meksyku, Nikaragui, Kolumbii, USA (Hawaje), Ekwadoru (wyspy Galapagos). W środowisku naturalnym najczęściej zamieszkuje drzewa lasów deszczowych, palmy, w pobliżu siedzib ludzkich, w komórkach, na strychach, często wewnątrz domów.

## Zachowanie
Gekon jest płochliwy i nieufny w stosunku do ludzi. W naturze prowadzi stadny tryb życia (w terrarium najlepiej trzymać co najmniej 4 osobniki). Podczas hodowli po czasie są w stanie przyzwyczaić się do opiekuna. Mają bardzo drobną budowę ciała, więc branie go na rękę nie jest rozsądne. Potrafią bardzo szybko biegać i dość daleko skakać, przez co schwytanie może być kłopotliwe.

## Pożywienie
W naturze żywią się głównie owadami. Podczas hodowli warto jak najobficiej urozmaicać pokarm (np. koniki polne, ćmy, muchy). Trzeba pamiętać, że owady z odłowu mogą przenosić pasożyty, grzyby czy roztocza. Owady, jakie mu podajemy, nie mogą być zbyt wielkie i nie mogą posiadać zbyt twardego chitynowego pancerza.

## Terrarium
Terrarium najlepiej typu wertykalnego (wysokie) ze względu na wspinaczkę. Wentylowane. Optymalne wymiary dla dwóch osobników 30/30/40 cm (długość/szerokość/wysokość), im większe, tym bardziej komfortowo będą się czuły. Przynajmniej jedna, a najlepiej wszystkie ściany z korka. Obowiązkowo mata grzewcza lub kamienie podgrzewane. Jako podłoże najlepiej stosować włókno kokosowe (nie może to być piasek). Ważne jest, by posiadało co najmniej kilka kryjówek. Jest to zwierzę towarzyskie, więc w terrarium powinny znajdować się przynajmniej 2 osobniki.
OświetlenieNajlepiej stosować promiennik podczerwieni (15W), zależnie od wielkości terrarium. Lampy UVB nie są wymagane.
Temperatura25–30 °C (noc 22–25 °C).
Wilgotność powietrzaNa poziomie 80% (2 razy dziennie lub częściej zwilżamy terrarium).